# Kristian Ortelli
Kristian Woldemar Ortelli (* 29. März 2006) ist ein deutscher Basketballspieler.

## Werdegang
Ortelli, dessen Vater Woldemar als Fußballspieler Torhüter beim TSV Wemding und beim TSV Nördlingen war, spielte Basketball in der Jugend des TSV Nördlingen.
2020 wechselte er in die Nachwuchsförderung des Bundesligisten Brose Bamberg und erreichte in der Saison 2020/21 für die Mannschaft der Regnitztal Baskets in der Jugend-Basketball-Bundesliga (JBBL) Mittelwerte von 25,7 Punkte und 13,7 Rebounds je Begegnung. Mit Beginn der Saison 2021/22 sammelte er zusätzlich in Baunach (2. Regionalliga) Spielerfahrung im Herrenbereich. Ende Januar 2022 brachte ihn Oren Amiel, Trainer von Brose Bamberg, im Alter von 15 Jahren, neun Monaten und 28 Tagen erstmals in einem Bundesliga-Spiel zum Einsatz. Seit dem Beginn der elektronischen Datenaufzeichnung in der Bundesliga hatte niemand vor Ortelli in einem jüngeren Alter Spielerfahrung in der höchsten deutschen Basketballliga erhalten. Seine letzte JBBL-Saison beendete er mit Mittelwerten von 24 Punkten, 10 Rebounds und knapp 5 Korbvorlagen. Während des gesamten Folgespieljahres fiel Ortelli aufgrund eines doppelten Meniskusrisses aus. Nach seiner Genesung erreichte er mit der Auswahl des Kaiser-Heinrich-Gymnasiums Bamberg unter Leitung von Sportlehrer Volkmar Zapf (ehemaliger Bundesligaspieler) beim Bundesfinale des Schulwettbewerbs Jugend trainiert für Olympia den dritten Platz.
Im Sommer 2023 widmete sich Ortelli dem 3×3-Basketball. Mit der Mannschaft Vamos Vikings Bamberg wurde er bei der Deutschen U18-Meisterschaft in Düsseldorf Vierter. Im September 2023 nahm er als Mitglied der deutschen U17-Nationalmannschaft an der 3x3-Europameisterschaft dieser Altersklasse in Griechenland teil. In der Saison 2023/24 bestritt er im Herrenbereich sechs Kurzeinsätze (im Mittel 1,2 Punkte je Begegnung) für den Drittligisten BBC Coburg und spielte des Weiteren für den 1. FC Baunach in der 2. Regionalliga. Er verstärkte ebenfalls die Bamberger Mannschaft in der Nachwuchs-Basketball-Bundesliga, erzielte im Durchschnitt 15,8 Punkte, 8,5 Rebounds sowie 4,1 Vorlagen je Begegnung. Im Sommer 2024 wechselte er zum Drittligisten VR-Bank Würzburg Baskets Akademie, Nachwuchsfördermannschaft des Bundesligisten Würzburg Baskets.